# وترنو-تلئوتسکویه
وترنو-تلئوتسکویه (به لاتین: Vetrenno-Teleutskoye) یک منطقهٔ مسکونی در روسیه است که در سرزمین آلتای واقع شده‌است.